# Gefitinib
Il gefitinib (noto anche con il nome commerciale di Iressa), è un parente stretto dell'erlotinib ed è un inibitore della tirosin chinasi presente sul lato intracellulare del recettore per l'EGF, EGFR(ErbB1 o Her1). È in fase di sperimentazione per la terapia di molti tipi di tumore.
Dà come effetto collaterale acne fortemente pruriginoso.
Inibisce la fosforilazione e l'autofosforilazione dei substrati e inoltre inibisce l'espressione dei fattori di trascrizione. 
Indicato per carcinoma non a piccole cellule polmonari.